# Adrien Van de Putte
 (novembre 2021).
La mise en forme du texte ne suit pas les recommandations de Wikipédia : il faut le « wikifier ».
Les points d'amélioration suivants sont les cas les plus fréquents. Le détail des points à revoir est peut-être précisé sur la page de discussion.
- Les titres sont pré-formatés par le logiciel. Ils ne sont ni en capitales, ni en gras.
- Le texte ne doit pas être écrit en capitales (les noms de famille non plus), ni en gras, ni en italique, ni en « petit »…
- Le gras n'est utilisé que pour surligner le titre de l'article dans l'introduction, une seule fois.
- L'italique est rarement utilisé : mots en langue étrangère, titres d'œuvres, noms de bateaux, etc.
- Les citations ne sont pas en italique mais en corps de texte normal. Elles sont entourées par des guillemets français : « et ».
- Les listes à puces sont à éviter, des paragraphes rédigés étant largement préférés. Les tableaux sont à réserver à la présentation de données structurées (résultats, etc.).
- Les appels de note de bas de page (petits chiffres en exposant, introduits par l'outil «  Source ») sont à placer entre la fin de phrase et le point final[comme ça].
- Les liens internes (vers d'autres articles de Wikipédia) sont à choisir avec parcimonie. Créez des liens vers des articles approfondissant le sujet. Les termes génériques sans rapport avec le sujet sont à éviter, ainsi que les répétitions de liens vers un même terme.
- Les liens externes sont à placer uniquement dans une section « Liens externes », à la fin de l'article. Ces liens sont à choisir avec parcimonie suivant les règles définies. Si un lien sert de source à l'article, son insertion dans le texte est à faire par les notes de bas de page.
- La présentation des références doit suivre les conventions bibliographiques. Il est recommandé d'utiliser les modèles {{Ouvrage}}, {{Chapitre}}, {{Article}}, {{Lien web}} et/ou {{Bibliographie}}. Le mode d'édition visuel peut mettre en forme automatiquement les références.
- Insérer une infobox (cadre d'informations à droite) n'est pas obligatoire pour parachever la mise en page.

Pour une aide détaillée, merci de consulter Aide:Wikification.
Si vous pensez que ces points ont été résolus, vous pouvez retirer ce bandeau et améliorer la mise en forme d'un autre article.
Adrien Van de Putte, né le 12 juin 1911 à Overijse et mort le 28 mai 1994 à Anvers, est un poète, éditeur-traducteur, viticulteur, artiste-peintre, graveur, sculpteur, dessinateur et critique d'art belge.
Attiré par l'écriture et l'édition dès le début des années trente, il publie des poésies et des nouvelles qui lui valent plusieurs prix littéraires. Il se consacre à la peinture après la Seconde Guerre mondiale. Il peint d'abord des paysages bucoliques de la vallée de l'Yssche et des environs de la forêt de Soignes. Son art pictural évolue de l'expressionnisme vers un style plus naïf. Il invente une technique personnelle qu'il dénomme chromatine, une sorte de pastel liquide.
Sa palette embrasse divers champs picturaux : compositions figuratives (villages et kermesses), aux atmosphères féériques (cathédrales et villes), tout en restituant la réalité avec fantaisie et humour. Il obtient en 1960 le prix de New York à Paris qui lui vaut d'être exposé aux États-Unis, ainsi que le prix du meilleur Paysage attribués par la galerie Duncan. Il expose régulièrement, seul à Bruxelles : galerie Lautrec en 1954 et galerie Isy Brachot en 1969, ou en groupe. Le Centre culturel Den Blank à Overijse organise une rétrospective de son œuvre peint en 1992.
Plusieurs expositions lui sont consacrées après sa mort, la plus récente étant : Adrien Van de Putte - Arpenteur du réel, qui s'est tenue en 2021 au Centre d'Art du Rouge-Cloître à Waterloo.

## Biographie

### Viticulteur-poète
Après des humanités gréco-latines au Collège Saint-Boniface à Ixelles, Adrien Van de Putte entame une candidature en philosophie et lettres aux Facultés Saint Louis à Bruxelles. Fils unique de Joseph Van de Putte (1878-1935), instituteur communal à Overijse, et de Clotilde Verheyen (1883-1941), il se lance dans la viticulture sous verre, qui connut un grand essor, et particulièrement dans l’entre-deux-guerres, dans la région d’Hoeilaart-Overijse, ce qui lui permet, avec l’aide de quelques ouvriers, de gérer l’entreprise familiale et de se consacrer à ses démons favoris : la littérature et la peinture.
Il se tourne vers la poésie au début des années 1930 et rejoint, par l’intermédiaire de son cousin l’écrivain flamand Jozef Simons, le cercle littéraire bilingue Scriptores Catholici fondé par Firmin van den Bosch et Felix Timmermans en 1934. Il en devient secrétaire-adjoint de 1937 à 1945 et secrétaire-général francophone jusqu’en 1949.
Il publie son premier recueil de poèmes, Rhapsodie, en 1934 en fondant sa propre maison d’édition appelée « Les Roses », du nom de la villa familiale à Overijse. Il se consacre à la traduction en français de toute l’œuvre de Jozef Simons, dont le roman le plus connu Harslucht (Résines, 1936), et d’autres auteurs « neder-duytsch », d’auteurs italiens et prépare une anthologie des écrivains flamands. En 1938, il épouse Marguerite Bruffaerts (1915-1982), nièce du peintre overysschois Louis Rigaux, et sont parents d'un fils : Guy.
En 1939, Adrien Van de Putte remporte le Premier Prix à l’Union Belge des Gens de Lettres à l’Exposition de l’Eau à Liège et édite l’année suivante son deuxième recueil intitulé Les Sarments de ma vigne. Il publie ses poèmes, contes et nouvelles notamment dans la Revue Belge, Pourquoi pas ? (magazine), Revue Générale et Le Patriote Illustré, et écrit de nombreux jeux radiophoniques, parmi lesquels Le Duc de Brabant, diffusé à deux reprises à l’INR, prédécesseur de la RTBF. Quant à sa pièce La Passagère, elle est marrainée par Mary Churchill, fille de Winston Churchill, stationnée en tant qu’ATS (Auxiliary Territorial Service) à Overijse en 1945. Mary Churchill est proche de la famille : Louis Rigaux exécute son portrait offert au Premier ministre britannique lors de son accueil triomphal à Bruxelles le 3 juin 1945. Adrien Van de Putte est membre de l’Association des écrivains belges de langue française.

### Viticulteur-peintre

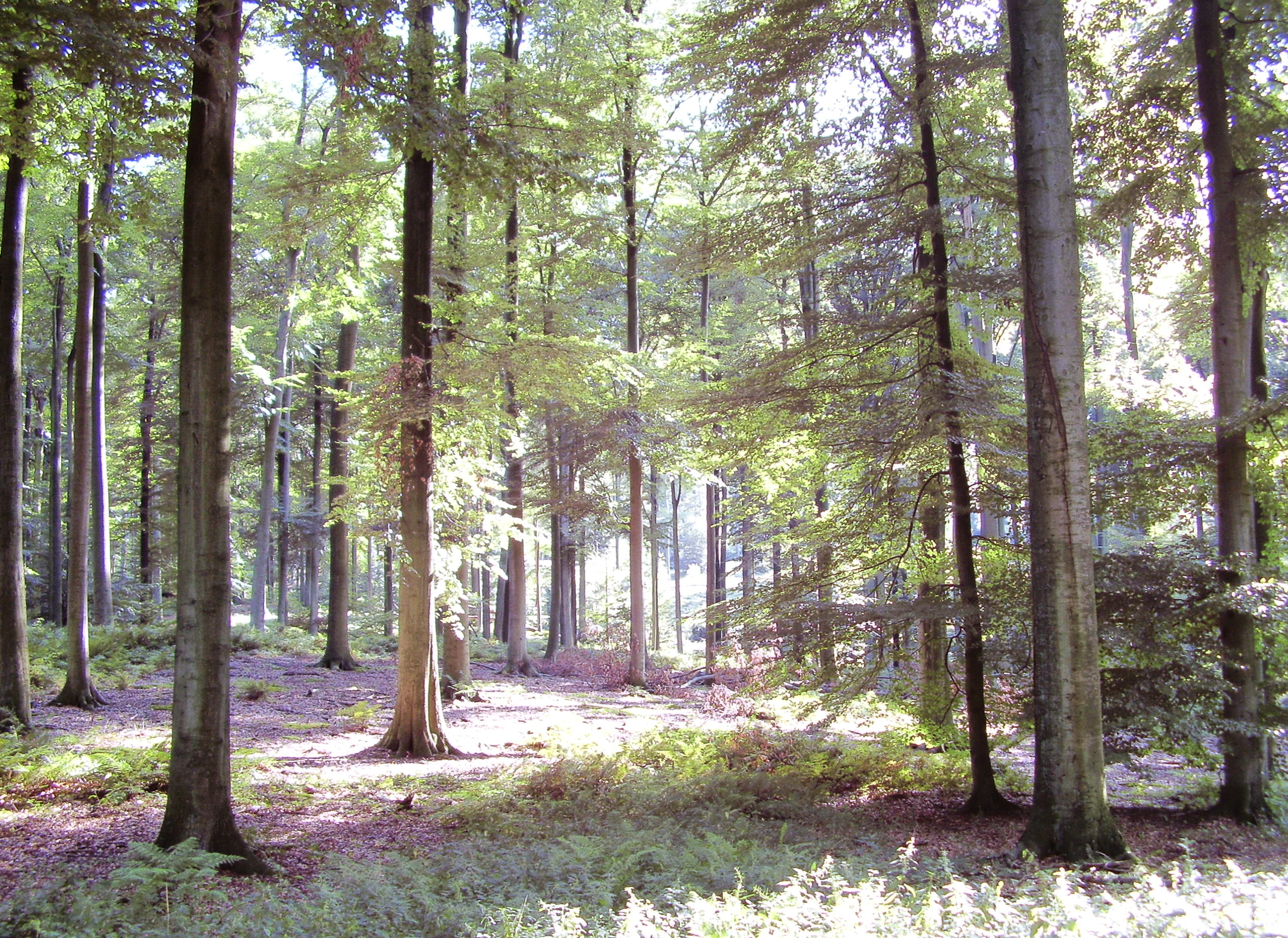
La forêt de Soignes.

Parallèlement à ses activités littéraires, Adrien Van de Putte se dirige, en autodidacte, dans la peinture et suit les conseils de son parent le peintre Louis Rigaux et leur ami commun le fauviste brabançon Jehan Frison. Ses premières œuvres sont de style impressionniste et ont pour thème son village natal et le Brabant environnant. Il représente volontiers des paysages bucoliques de la vallée de l'Yssche et des environs de la forêt de Soignes
Il s’exerce à la gravure et c’est précisément durant la guerre, alors qu’il éprouvait de grandes difficultés à faire imprimer ses eaux-fortes, qu’il essaye de fabriquer une encre moins dure, plus aisément adhérente et qui lui permettait de se passer de la presse. Il s’agit de poudres habituelles, terres et autres, incorporées dans un liant qui n’est ni de l’huile, ni du pastel, ni de la gouache, mais à l’extrême solidité de l’huile. Adrien Van de Putte baptise du nom de « chromatine » ce procédé, fruit du hasard, parce qu’il permet un chromatisme très divisé qui sera appliqué sur un support approprié, à savoir l’Unalit.
L’après-guerre est funeste, vu les frais importants de reconstruction des serres sans cesse retardés et l’accroissement des cotisations sociales. Il décide de tout vendre pour faire construire un immeuble à usage commercial sur l’emplacement de l’ancienne Maison Bruffaerts, magasin de tabac-cigares et vins-liqueurs, géré par la famille de son épouse. Le couple s’y installe en 1949.
C’est à cette époque qu’il crée avec un associé la société Arts & Modes, spécialisée en verrerie, fausse bijouterie et articles de fantaisie. Cette entreprise doit cependant rapidement fermer ses portes. Après plusieurs tentatives de percer dans le monde publicitaire, notamment aux Grands Magasins à L’innovation d’Anvers, il trouve enfin la sécurité d’emploi en tant que fonctionnaire au Gouvernement Provincial du Brabant à Bruxelles, à partir de 1953.

### Homme de chevalet et homme de lettres
La carrière d'Adrien Van de Putte en tant qu’artiste-peintre débute réellement dès l’après-guerre par une première exposition en 1944 à la galerie La Renaissance à Namur où il expose avec Louis Rigaux, Jehan Frison et Charles Viaene. Il est l’auteur, en 1949, du Mémorial aux Carabiniers morts pour la Patrie 1940-45, grande toile inaugurée au mess des sous-officiers à la caserne Dailly à Schaerbeek, aujourd’hui disparue. En 1950 paraît son dernier recueil de poème intitulé Rissolette publié grâce au soutien de l’Académie royale de langue et de littérature françaises de Belgique.
En 1954 se tient sa première exposition individuelle à la Galerie Bellini à Bruxelles. La presse est élogieuse : « Excellent salon d’Adrien Van de Putte [...] Technique neuve. Effet décoratif très savoureux. […] Effet mat bien frais et doux. Un peu « tapisserie » par endroits, d’un chromatisme très divisé, aux innombrables tons, demi-tons et quarts de tons ». En 1955, il expose à la Galerie Lautrec (Bruxelles) et participe au Salon des Artistes Français (Grand Palais) à Paris. Cette même année voit la naissance des « Artistes des Ardennes Brabançonnes » à La Hulpe, groupement d’artistes qu’il rejoint et avec lequel il participera à bon nombre d’expositions dans le Brabant wallon.
En 1960, il participe à Paris au concours organisé par la Galerie Raymond Duncan. Il y est sélectionné pour le Grand Prix de New York ce qui lui donne l'opportunité d’exposer à la Ligoa Duncan Gallery New York. En septembre de la même année, il obtient le Prix du meilleur Paysage de la Galerie Duncan à Paris. En début d’année 1961, il participe en tant que seul Belge à l’exposition Quinze jeunes peintres figuratifs, aux côtés de Jean Cocteau, Othon Friesz, Pierre Laprade et Roland Oudot à la Galerie Iris (dans le 8e arrondissement de Paris).
À l’été 1961, une visite à l’atelier de Jean Lurçat à Saint-Céré, lors d’un voyage dans le Lot, lui permet de découvrir les compositions monumentales du rénovateur de la tapisserie et le conforte dans son exécution de tapis séries murales en marqueterie, selon un nouveau procédé sans métier, ce qui constitue une innovation. Il transpose ensuite cette technique dans ces compositions sur la toile. Son exposition à la Galerie De Gouden Ram à Anvers en 1962 fait dire à la presse « L’influence de Cézanne n’est pas étrangère au souci de synthèse et de construction de cet artiste. Le coloris est virulent et bigarré. Il aime les formes amples, et simplifiées. »

### Arpenteur du réel
Cependant, c’est à la fin des années 1960 qu’il atteint toute sa maturité. Il expose ses toiles les plus abouties à la « Galerie de la Jeune Peinture belge » de la Galerie Isy Brachot à Bruxelles, conjointement avec Marcel Delmotte. Le critique Alain Viray écrit à propos de cette exposition : « Van de Putte nous offre une grande imagerie en à-plats, très décorative. Il y a un soupçon de naïvisme et d’orientalisme dans la plupart des œuvres. La couleur bien posée est agréable et les compositions font en général penser dans leurs rythmes intérieurs à Braque. », tandis que le critique d’art Stéphane Rey affirme : « On y verra des toiles aux allures d’images de contes de fées, d’un coloris très raffiné, d’une écriture ferme et synthétique. Villes gothiques ou orientales, monarques barbares, caravelles, tout cela ayant un petit air de chanson de geste pour grandes personnes… Il s’y mêle des joies plus simples, plus populaires et plus modernes comme la Kermesse au village et Les coureurs (cyclistes) du dimanche […] l’œuvre de Van de Putte vaut par sa séduisante unité et son incontestable fraîcheur. »
De nombreux voyages à travers les Pays-Bas, la France et l’Italie principalement, inspirent son œuvre en ce qui concerne les petits ports des bords de l’IJsselmeer (Hindelopen, Hoorn, Urk, Volendam, Spakenburg) ou de la Zélande (Veere). De même que la Bretagne et bien des lieux du Périgord l’ont inspiré également, comme Saint-Cirq-Lapopie, et les villages provençaux concentriques du Luberon (Gordes, Joucas, Barjols, Murs) ou de la Drôme (Vaison-la-Romaine) sans oublier Carcassonne pour sa ville fortifiée. L’Italie et les perspectives des artistes du Quattrocento auront une grande influence sur son travail et les villes de la Vénétie et des bords du lac de Garde comme Sirmione, tout comme Florence, Sienne, San Gimignano seront des motifs dans ces compositions de villes médiévales.
Le bouillonnement artistique des années d’Après-guerre et l’attrait pour Paris comme centre d’art, lui donneront l’occasion de reprendre la plume en tant que critique d’art. En 1961, dans l’article La peinture actuelle à Paris… et ailleurs, il souscrit au ‘tempérament collectif’ que déclare l’École de Paris « exploitant […] la veine fauve et cubiste (la couleur à son maximum d’intensité, alliée à la dislocation des formes) ». Et d’ajouter: « Soyons francs : il est difficile de résister de prime abord à cette fascination, surtout pour nous, hommes du « nord » qui avons toujours un peu de brume au coin de l’œil et nous révélons incapables, comme nos confrères « romans » de ces jeux éblouis. » Il tient néanmoins à mettre l’accent sur le « principe expressionniste » dont « à plus forte raison […] nous, Belges, pouvons nous (en) réclamer. Cet expressionnisme qui ne fut pas chez nous que l’éclatant acte de foi qu’illustrèrent Constant Permeke, Gustave De Smet, Frits van den Berghe, Jean Brusselmans et Edgard Tytgat mais qui n’a cessé de nous inspirer à travers les siècles, comme un élément de notre nature même, depuis les enlumineurs du Moyen âge en passant par Pieter Brueghel le Jeune et Jérôme Bosch. La peinture chez nous n’a jamais perdu ses attaches avec son terroir. Fruste, elle aime le peuple, en confesse les travers, avec une pointe d’humour parfois, et garde toujours un peu de boue à ces sabots.»
L’année suivante, en 1962, dans un article intitulé Comprendre l’art abstrait il analyse les nouvelles tendances en proclamant « La peinture n’est pas un moyen de savoir. S’il l’était il serait furieusement inférieur à la géométrie, comme dit Jacques Maritain […] L’originalité seule et la recherche ont de tout temps sauvé les artistes d’un mimétisme vite insupportable. » « L’art abstrait authentique, quoi qu’on pense, n’est ni une plaisanterie, ni une provocation. Dans la violence et l’ampleur de ses manifestations, on peut déceler tout d’abord une tentative de traduction de l’irrationnel de notre époque, celle de Sartre et Camus. » Et plus loin, il traite de la forme : « Le pouvoir suggestif de la couleur pure a d’ailleurs toujours tenté les artistes les plus réalistes […] Cette inspiration à l’état pur, déliée de toute théorie, on la retrouve dans quantité de ces esquisses de grands maîtres – dont Constable disait qu’elles étaient ses vrais tableaux – et où ils se laissent aller à la fougue incontrôlée, dédaigneuse du public, multipliant les seuls éléments purement picturaux : formes, couleurs, harmonies. […] L’abstraction n’est donc pas neuve ; ce qui est neuf, c’est l’usage exclusif qu’on veut en faire. »
Dès la fin des années 1960, il se consacre à l’écriture d’un ouvrage, sur base de ses propres recherches en peinture et ses lectures sur l’art et la psychologie qu’il appellera Le Bilan de la Voyance dans l’art, manuscrit non publié à ce jour.
Les années 1970 voient une production soutenue d’œuvres où le réalisme construit fait place à un style plus naïf qui réconcilie pleinement « plaisir des yeux et fête de l’esprit ». Il expose en 1974 à la galerie Le Maca à Wavre, qui sera suivie trois années plus tard par l’exposition à la Galerie Paolo à Anvers, inaugurée par la ministre de la Culture néerlandaise et des Affaires flamandes Rika De Backer-Van Ocken. En 1992 la commune d’Overijse lui consacre une exposition monographique au Centre Culturel Den Blank pour fêter ses 50 ans de carrière de peintre.

### Postérité

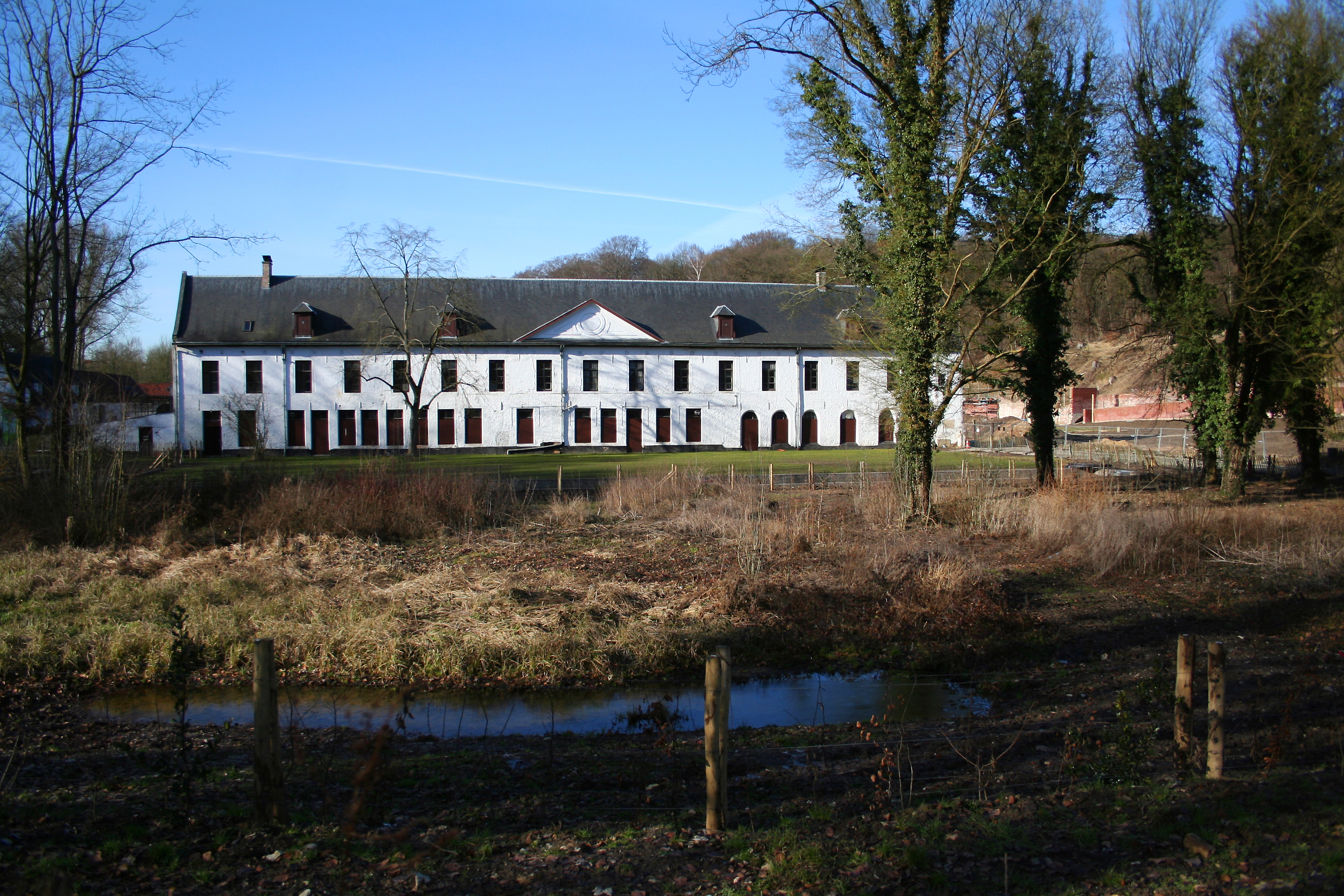
Le Centre d'Art du Rouge-Cloître où se tient l'exposition de 2021.

Adrien Van de Putte meurt en 1994 à Anvers. De nombreuses expositions ont été initiées après sa mort au Druivenmuseum à Overijse (1994), à la Maison communale d’Huldenberg (1995), à la Bibliothèque des Sciences à Louvain-la-Neuve (1996), au Musée d'Art spontané à Bruxelles (1997), à la Maison des Artistes à Anderlecht (1999) et à l’Espace Bernier à Waterloo en 2005.
Du 14 mai au 18 juillet 2021 s'est tenue au Centre d'Art du Rouge-Cloître à Auderghem, l'exposition intitulée Adrien Van de Putte - Arpenteur du réel.

## Œuvres dans des collections publiques
- Collection communale d’Overijse, de Hoeilaert, d’Huldenberg, de La Hulpe et de Tervuren ;
- Collection de la Province du Brabant Flamand, Louvain ;
- Musée d'art spontané, Bruxelles Site officiel ;
- Musée Wellington, Waterloo Site officiel ;
- Musée communal (Ros Beiaard), Termonde ;
- Het Huis van Alijn, Gand Site officiel.

### Ouvrage
- Paul Piron, Dictionnaire des artistes plasticiens de Belgique des XIXe et XXe siècles, vol. 2, Ohain-Lasne, Art in Belgium, 2003, 829 p. (ISBN 978-2-93033-811-8), p. 589.

### Articles
- La Libre Belgique, 6 mai 1954
- Paul Caso, Le Soir, 1954
- L.D.H., La Libre Belgique, 1955
- Le Peuple, « Exposition d’Art (Peinture-Sculpture-Urbanisme) », 22 avril 1956
- La Libre Belgique, « Arts et Lettres », 23 février 1960
- L’Action Touristique (Syndicat d’Initiative de Wavre et de Genval), 6 mai 1960
- R. G., « Adrien Van de Putte et sa peinture pas comme les autres ! », La Nouvelle Gazette, 12 mai 1960
- La Dernière Heure, « Une exposition d’Art et de Tourisme à Overijse », 12 mai 1960
- Paul Parant, « Adrien Van de Putte », La Revue Moderne, 1960
- Le Soir, La Ronde du Soir, « Peintres belges à Paris », 4 février 1961
- Le Matin, « Adrien Van de Putte (Galerie Gouden Ram) », 31 octobre 1962
- Alain Viray, La Dernière Heure, 7 février 1969
- Stéphane Rey, Le Phare Dimanche, 9 février 1969
- La Libre Belgique, « L’Art à Argenteuil », 19 septembre 1972
- G.O., « A la Galerie Le Maca à Wavre. Le peintre Van de Putte expose ses œuvres », Vers L’Avenir, 14 octobre 1974
- La Libre Belgique, 25 mars 1996
- Julie Vanstallen, « Peinture. À l’occasion du centième anniversaire de la naissance l’artiste d’Overijse : L’œuvre d’Adrien Van de Putte répertoriée », Le Soir,‎ 20 juin 2011 (lire en ligne, consulté le 28 novembre 2021).
- Guy Duplat, « Exposition : Redécouverte du peintre Van de Putte », La Libre,‎ 2 juin 2021 (lire en ligne, consulté le 28 novembre 2021).
- Astrid Herkens, « Redécouverte de l’artiste Adrien Van de Putte au Rouge-Cloître », L'Écho,‎ 2 juin 2021 (lire en ligne, consulté le 28 novembre 2021).